# Greco (mitología)
En la mitología griega, Greco, Graico o Griego (en griego: Γραικός, Graikós; Graecus en latín) era el héroe epónimo que dio su nombre a los griegos (o graikoi), una de las tribus helénicas. El historiador romano Plinio dice que la Hélade incluía a Tesalia y Driópide, y también que los reyes Greco y Helén dieron sus nombres a Grecia y a los helenos, respectivamente.
Autores contemporáneos dicen que los graikoi fueron una de las primeras tribus en colonizar Italia, en el área conocida como la Magna Grecia, que tomó este nombre por ellos. Los latinos usaron este término para referirse a todos los helenos ya que los primeros que tuvieron contacto con ellos fueron esta tribu y de ahí el nombre de griegos.
West dice que las tribus helénicas de los griegos (graikoi), magnetes y macedonios fueron anexionadas a los helenos de Ftía, de manera genealógica, pues estas tres tribus descendían de las hijas de Deucalión, mientras que Helén, epónimo de los helenos, era hijo de Zeus. También dice que es posible que los grecos se ubiquen al este, cerca de Epiro. Alcmán (fr. 55) y Sófocles (fr. 518) usan el término «graecos» para denominar a las «madres de los helenos», lo que sugiere que para los autores griegos el término graikoi se refiere a los helenos que se desposaron con mujeres de la tribu de los graecos. Aristóteles dice que los graikoi cambiaron su nombre a helenos.

## Hesíodo
Lido dice que Hesíodo, en los Catálogos, nos habla de Greco: «Y en los palacios del ilustre Deucalión, una muchacha, Pandora, en amor unida a Zeus padre, señor de todos los dioses, alumbró a Griego, firme combatiente». Lido también lo relaciona con Latino, citado como hijo de Circe y Odiseo en la Teogonía; el mismo autor pretende demostrar, de manera artificiosa, que Griego y Latino eran hermanos, o lo que es lo mismo, que griegos y latinos tenían un origen común en Zeus y Pandora, la hija de Deucalión.

## Estéfano de Bizancio
De acuerdo con Esteban de Bizancio, el río Gránico deriva de Greco, un hijo de Tésalo.